# 동물의 숲 e+
《동물의 숲 e+》(일본어: どうぶつの森 e+)는 닌텐도가 개발한 커뮤니케이션 게임이며, 동물의 숲 시리즈의 3번째 작품이다. 《동물의 숲+》를 기반으로 제작한 북미/유럽판 영어: Animal Crossing 애니멀 크로싱[*]에 몇 가지 추가 요소를 포함하여 일본에서 발매한 작품이다. 그 때문에 전작에 등장하였던 일본 문화권 이벤트 대신에 영어권 문화의 이벤트가 등장하였다. 일본 이외의 지역에서는 정식 발매되지 않았다.

## 전작과의 차이점 및 특징
- 새로운 동물 캐릭터가 등장하였다.
- 신사(神社)가 '소원의 샘'으로 바뀌었다.
- 가게 간판의 표기가 영어로 바뀌었다.
- 게임보이 어드밴스 없이 섬 별장에 갈 수 있다. 다만, 특정 조건을 만족해야 한다.
- SD 카드 어댑터를 이용하여 사진을 찍을 수 있다.
- '오브제'를 둘 수 있다. 동상이나 장식 같은 것으로, 집이 들어와 있지 않은 자리(팻말)에 둔다.
- 라이브판 음악이 등장했다.
- 그 외에, '리셋 감시 센터에 들어가기', '폐점 상태인 너굴 가게에 억지로 들어가기' 등의 요소가 추가되었다.

## 주변 기기
게임보이 어드밴스나 '카드 e 리더'를 사용하면, 다음과 같은 일을 할 수 있다.
- 소원의 샘

- 카드 e 리더를 사용하여 특정 동물 이웃을 이사 오게 할 수 있다.
- 미니게임을 할 수 있다.
- 에이블 시스터즈

- '에이블 시스터즈'에서 게임보이 어드밴스를 이용하여 패턴 디자인을 할 수 있다. 이 경우, 돈은 받지 않는다.
- 카드 e 리더를 사용하여 패턴 디자인을 불러올 수 있다.
- 마을 멜로디

- 카드 e 리더를 사용하여 마을 멜로디를 불러올 수 있다.

## SD 카드 어댑터
이 작품은 SD 카드 어댑터를 사용할 수 있다.
- 사진 촬영

- 게임 플레이 중, Z 버튼을 누르면 사진(스크린숏)을 촬영할 수 있다. 파일 포맷은 TIFF이다.
- 마을 임대

- 마을의 기록을 다른 사람에게 빌려 줄 수 있다. SD 카드에 마을 저장 데이터를 담고, 그 데이터를 이메일 등을 통해 멀리 떨어진 친구에게 보내어, 멀리 떨어진 친구가 보낸 사람의 마을로 놀러 갈 수 있다. 마을 데이터를 다시 반납하면, 변경 사항이 저장된다.